# Reino cuántico
El Reino cuántico (o parámetro cuántico) en física es el reino donde la escala donde los efectos mecánicos cuánticos se vuelven importantes cuando se estudia como un sistema aislado. Típicamente, esto significa distancias de 100 nanómetros (10−9 metros) o menos o a muy baja temperatura. Más precisamente, es donde se cuantifica la acción o el momento angular.
Si bien se originan en la escala nanométrica, tales efectos pueden operar a nivel macro generando algunas paradojas, como en el Experimento mental del Gato de Schrödinger. Dos ejemplos clásicos son el túnel cuántico y el experimento de doble rendija. La mayoría de los procesos fundamentales en electrónica molecular, electrónica orgánica y semiconductores orgánicos también se originan en el ámbito cuántico.
El reino cuántico también a veces puede involucrar acciones a largas distancias. Un ejemplo bien conocido es la versión de David Bohm (1951) del famoso experimento mental que Albert Einstein, Borís Podolski, y Nathan Rosen propusieron en 1935, la paradoja EPR. Se emiten pares de partículas desde una fuente en el denominado estado singlete giratorio y se precipitan en direcciones opuestas. Cuando las partículas están ampliamente separadas entre sí, cada una se encuentra con un aparato de medición que se puede configurar para medir su rotación de componentes junto con varias direcciones. Aunque los eventos de medición son distantes entre sí, de modo que ninguna señal de luz más lenta que la luz puede viajar entre ellos en el tiempo, los resultados están enredados.